# مهرداد بولادي
مهرداد بولادي ((بالفارسية: مهرداد پولادی)؛ مواليد 26 فبراير 1987) هو لاعب كرة قدم إيراني  و سبق له اللعب مع نادي الشحانية القطري و الخريطيات و معيذر. كما أنه دولي إيراني، حيث عادة ما يلعب في مركز الظهير الأيسر. بولادي يجيد اللعب في مراكز متعددة، حيث لعب سابقاً كمهاجم ولاعب وسط هجومي في شبابه ويلعب بانتظام كقلب دفاع ومحور دفاعي وجناح.

## روابط خارجية
- مهرداد بولادي على PersianLeague.com
- مهرداد بولادي على TeamMelli.com
- مهرداد بولادي على موقع الاتحاد الدولي (مؤرشف)  (الإنجليزية)
- مهرداد بولادي على موقع قاعدة بيانات كرة القدم.إي يو (الإنجليزية)
- مهرداد بولادي على موقع ناشيونال فوتبول تيمز (الإنجليزية)
- مهرداد بولادي على موقع Soccerway.com (الإنجليزية)
- مهرداد بولادي على موقع عالم كرة القدم.نت (الإنجليزية)
- مهرداد بولادي على موقع AS.com (الإسبانية)